# Isoetes heldreichii
Isoetes heldreichii är en kärlväxtart som beskrevs av Richard von Wettstein. Isoetes heldreichii ingår i släktet braxengräs, och familjen Isoetaceae. Inga underarter finns listade i Catalogue of Life.